# Paracymus confusus
Paracymus confusus är en skalbaggsart som beskrevs av Wooldridge 1966. Paracymus confusus ingår i släktet Paracymus och familjen palpbaggar. Inga underarter finns listade i Catalogue of Life.